# Bad Nenndorf
Bad Nenndorf er en by og kommune i det nordvestlige Tyskland med godt 10.400 indbyggere (2013)[kilde mangler], beliggende som administrationsby i Samtgemeinde Nenndorf i den nordøstlige del af Landkreis Schaumburg. Denne landkreis ligger i delstaten Niedersachsen. Byen har siden 1500-tallet haft ry som kurby, baseret på dens svovlholdige kilder.

## Geografi
Bad Nenndorf er beliggende ved nordvestenden af Deister og 15 km syd for Steinhuder Meer, mellem floderne Weser og Leine. Området ligger ved overgangen mellem Mittelgebirgeområderne og den Nordtyske Slette, 26 km vest for Hannover.

### Nabokommuner
Bad Nenndorf grænser op til (med uret fra nord) kommunerne Hohnhorst og Suthfeld, byerne Barsinghausen og Rodenberg, samt kommunerne Beckedorf, Lindhorst og Auhagen.

### Inddeling
I kommunen findes ud over byen Bad Nenndorf, kommunedelene:
- Waltringhausen med grænsevolden Bückethaler Landwehr.
- Horsten med vandmøllen Horster Mühle.
- Riepen.

### Trafik
Bad Nenndorf er beliggende ved motorvejen A2 og hovedvejene 65 og 442.
Stationen i Bad Nenndorf ligger på S-Bahnestrækningen Haste-Hannover, og det tager ca. 40 minutter i tog at komme til Hannover.